# Passiflora vitifolia
Passiflora vitifolia, comúnmente llamada pasiflora perfumada o granadilla de monte, es un bejuco trepador de la familia de las pasifloráceas, nativo de las áreas tropicales entre el sur de América Central: Costa Rica, Nicaragua, Panamá, y el noroeste de Sudamérica: Venezuela, Colombia, Ecuador, Perú,  Bolivia.  

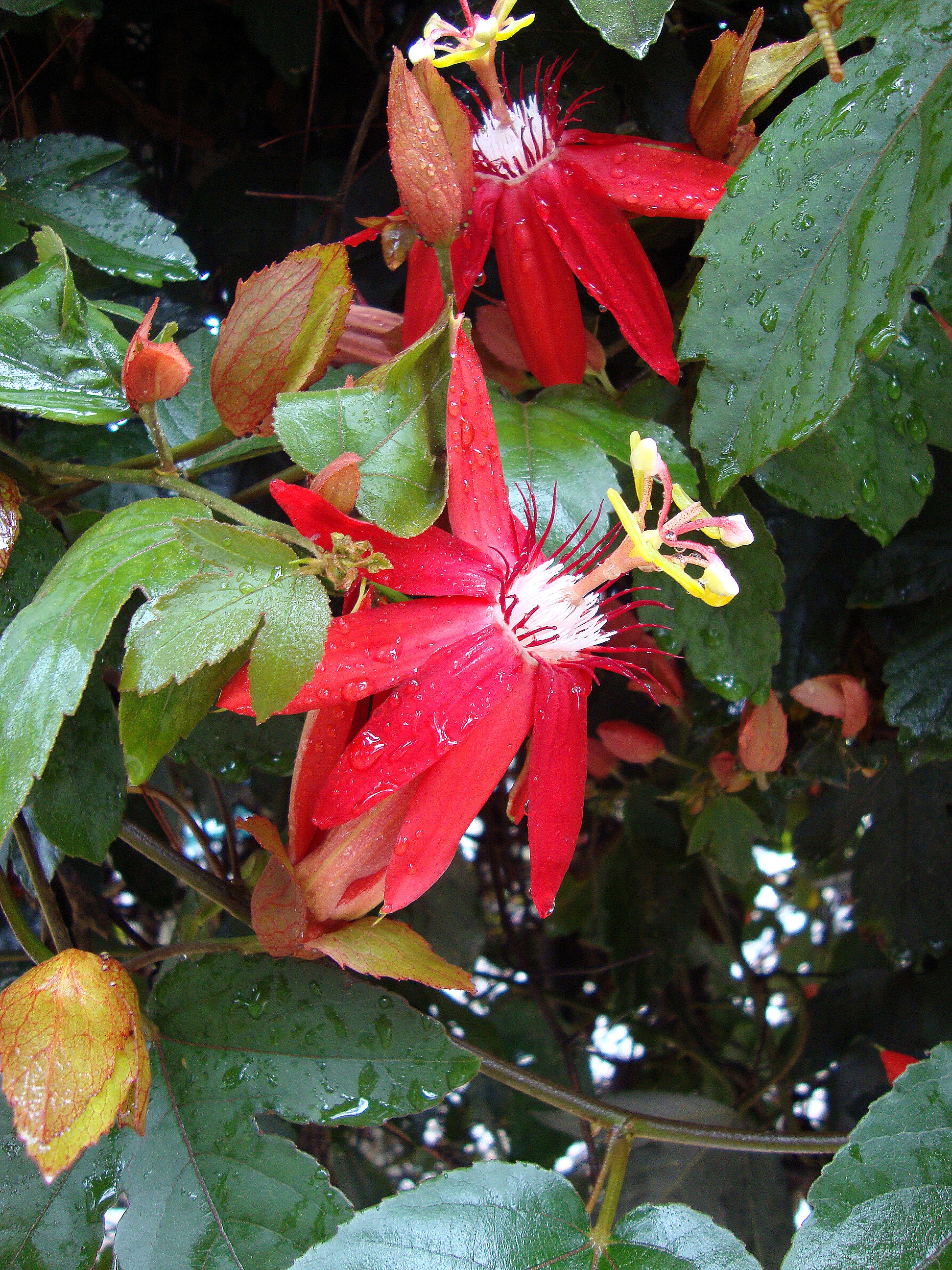
Planta con flores.

## Descripción
Es una enredadera que alcanza hasta 8 m de longitud. Las hojas son alternas, divididas parcialmente en tres lóbulos, con el lóbulo central más largo, de 7 a 14 cm. 
Las flores son solitarias, axilares, de color rojo escarlata, muy llamativas, hermafroditas; de 12 cm de diámetro en promedio, conformadas por 5 pétalos, 5 sépalos, 5 estambres, corona con abundantes filamentos y un pistilo con 3 estigmas.
Los frutos son ovoides de 5 a 8 cm de largo y 3 a 4 cm de diámetro; color verde cuando están inmaduros y amarillentos cuando maduran, llenos de semillas. con arilos blancuzcos semitransparentes, perfumados, comestibles, dulces, ricos en vitaminas A y C. Se los cultiva en pequeña escala en el Caribe.

## Ecología
Esta planta sirve de alimento a las larvas de la mariposa Heliconius cydno y Heliconius hecale.

## Taxonomía
Passiflora vitifolia fue descrita por Carl Sigismund Kunth y publicado en Nova Genera et Species Plantarum (quarto ed.) 2: 138. 1817.
Etimología
Ver: Passiflora
vitifolia: epíteto latino que significa "con las hojas de Vitis".
Sinonimia
- Macrophora sanguinea (Sm.) Raf., Fl. Tellur. iv. 103. 1836.
- Passiflora buchananii (Lem.) Triana & Planch., Ann. Sci. Nat., Bot. sér. 5, 17: 144. 1873
- Passiflora punicea Ruiz & Pav. ex DC., Prodr. vol. 3, 329. 1828.
- Passiflora sanguinea Sm., in A. Rees, Cyclop. vol. 26, no. 45. 1819.
- Passiflora servitensis H.Karst., Linnaea vol. 30, 163. 1859.
- Tacsonia buchananii Lem., Ill. Hort. 14. t. 519. 1867.
- Tacsonia sanguinea (Sm.) DC., Prodr. (DC.) 3: 334. 1828.[6]